# أكسيد الموليبدنوم السداسي
أكسيد الموليبدنوم السداسي (أو ثلاثي أكسيد الموليبدنوم) هو مركب كيميائي لاعضوي صيغته MoO3 ويوجد على هيئة صلب أصفر.

## الوفرة الطبيعية والتحضير
يوجد هذا المركب طبيعياً في المعدن النادر موليبديت.
صناعياً يمكن أن يحضر هذا المركب من أكسدة كبريتيد الموليبدنوم الرباعي (ثنائي كبريتيد الموليبدنوم) بأكسجين الهواء:
{\displaystyle \mathrm {2\ MoS_{2}+7\ O_{2}\longrightarrow 2\ MoO_{3}+4\ SO_{2}} }
أما مخبرياً فيمكن أن يتم التحضير من تفاعل موليبدات الأمونيوم مع حمض النتريك؛ أو من تفاعل موليبدات الصوديوم مع حمض البيركلوريك:
{\displaystyle \mathrm {Na_{2}MoO_{4}+H_{2}O+2\ HClO_{4}\longrightarrow MoO_{3}\cdot 2H_{2}O+2\ NaClO_{4}} }

## الخواص
يوجد هذا المركب في الشروط القياسية على هيئة صلب أصفر، وتتبع بلوراته بنية نظام بلوري معيني قائم، تتجمع فيه الذرات على هيئة ثماني سطوح ترتبط فيه الوحدات بجسور أكسجينية.

## الاستخدامات
يؤدي اختزال هذا المركب إلى بالهيدروجين إلى الحصول على عنصر الموليبدنوم بنقاوة مرتفعة.
{\displaystyle \mathrm {MoO_{3}+3\ H_{2}\longrightarrow Mo+3\ H_{2}O} }